# María José Vázquez Morillo
María José Vázquez Morillo est une femme politique espagnole née le 26 avril 1958 à Castuera, dans la province de Badajoz en Estrémadure. Mariée et mère d'un enfant, elle est professeur. 
María José Vázquez Morillo est licenciée en sciences économiques et de gestion, et enseigne l'administration et la gestion des entreprises dans le secondaire . Au cours de sa carrière, elle a eu à assumer différentes fonctions au sein du département de l'éducation de la Junta de Andalucía, et à la délégation provinciale de la Junta à Séville. En 2000, le gouvernement de la Junta de Andalucía la nomme directrice générale de la formation professionnelle au département (ou consejería, équivalent d'un ministère dans les communautés autonomes) andalou de l'éducation, poste qu'elle occupe jusqu'en 2004. À cette date, elle est nommée directrice générale de la formation professionnelle et continue du même département. En 2007, elle s'est remettre la Croix de l'ordre d'Alphonse X le Sage, destinée à honorer les personnalités ayant œuvré au développement de l'éducation, de la culture, de la recherche ou de la science. 
Elle abandonne ses fonctions au sein de l'administration andalouse en 2008, lorsqu'elle est élue députée de la province de Séville, et entre pour la première fois au Congrès des députés. Dans le cadre de ses fonctions parlementaires, elle siège à diverses commissions : commission de l'économie et des finances, commission mixte pour les relations avec la cour des comptes et commission du budget, dont elle est le porte-parole adjoint. Elle participe par ailleurs aux travaux de la commission de l'équipement et de la commission de l'éducation, de la politique sociale et du sport. Elle a été un des rapporteurs du budget général de l'État pour 2009.

## Sources
1. 1 2  Source : Junta de Andalucía.
2. ↑  Source : Bulletin officiel de la Junta de Andalucía.
3. ↑  Source : Fiche de María José Vázquez Morillo sur le site du Congrès des députés.